# Falsimargarita nauduri
Falsimargarita nauduri is een slakkensoort uit de familie van de Calliostomatidae. De wetenschappelijke naam van de soort is voor het eerst geldig gepubliceerd in 2001 door Warén & Bouchet.